# 下立村
下立村（おりたてむら）は、かつて富山県下新川郡にあった村。

## 沿革
- 1889年（明治22年）4月1日 - 町村制の施行により、下新川郡下立村、布施山開の区域の一部、中ノ口村の区域の一部及び舟見村の区域の一部の区域をもって、下新川郡下立村が発足する。
- 1940年（昭和15年）4月1日 - 下新川郡浦山村及び下立村が合併して、下新川郡東山村が発足する。

## 村長
出典→
1. 福井重成（1889年5月24日 - 1912年3月28日）
2. 福井重斯（1912年5月7日 - 1920年7月22日）
3. 此川與作（1920年8月9日 - 1924年8月8日）
4. 此川栄平（1924年8月9日 - 1932年8月14日）
5. 滝林與作（1932年8月15日 - 1940年3月31日）